# سمیون
سمیون (انگلیسی: Cmune) شرکت بازی ویدئویی چینی است، که در سال ۲۰۰۷ تأسیس شد.